# Tea Heritage
 (août 2022).
Tea Heritage est une société française fondée en 2013 qui propose des sachets de thé cousus à la main, des recettes de thés et des infusions biologiques. L'entreprise possède un site de production et ses bureaux à Lyon.

## Histoire
Tea Heritage est fondée en 2013 à Lyon par Élodie Fagot. L'entreprise commercialise alors des sachets de thés aux formes variés sur la plateforme Etsy.[réf. nécessaire] En 2016, pour poursuivre le développement de l'entreprise, Tea Heritage lance une campagne de financement participatif sur Ulule,.
Outre le site internet, les produits de l'entreprise sont commercialisés dans plus de 300 points de vente dans le monde et à l'occasion de boutiques éphémères. 

## Production
Les produits sont biodégradables et cousus à la main[source insuffisante]. Les recettes de thés et tisanes sont certifiées par le label Ethical Tea Partnership (en).
Depuis 2022, Tea Heritage a reçu le label agriculture biologique.[réf. nécessaire]